# Drawing Down the Moon (Beherit)
Drawing Down the Moon è il primo album in studio del gruppo black metal finlandese Beherit, pubblicato nel 1993.  È stato inserito al 10º posto nella lista Migliori album Black Metal secondo Decibel.

## Tracce
1. Intro (Tireheb) – 0:45
2. Salomon's Gate – 3:42
3. Nocturnal Evil – 2:53
4. Sadomatic Rites – 4:07
5. Black Arts – 3:33
6. The Gate of Nanna – 4:15
7. Nuclear Girl – 1:32
8. Unholy Pagan Fire – 3:54
9. Down There... – 2:36
10. Summerlands – 3:20
11. Werewolf, Semen and Blood – 3:08
12. Thou Angel of the Gods – 2:23
13. Lord of Shadows and Goldenwood – 3:23